# Niaye
 (novembre 2017).
Pour plus de détails, voir Fiche technique et Distribution.
Niaye est un court-métrage sénégalais de 1964 réalisé par Ousmane Sembène. Le film est adapté de la nouvelle Blanche-Genèse, publiée en 1966 par Présence africaine.

## Synopsis
La fille du chef du village porte un enfant conçu de son père. La mère de la fille et femme du chef du village, en est tourmentée. Le village est troublé par ces évènements. Les femmes évitent la mère et les hommes évitent le chef. 
Le soldat, fils du chef du village, rentre de guerre. Il est révélé qu'il s’est battu en Indochine, au Maroc et en Algérie. D’après le griot, il est devenu "simple d'esprit". Il porte son uniforme et un drapeau français. Il apparaît à l’écran, dansant seul et mis en scène avec les enfants du village.
Ngone War, la femme du chef du village, se suicide avec un poison.
Le chef du village est abandonné par ses proches qui protestent en sortant de la mosquée. 
Le frère du chef convainc son neveu, le soldat, de tuer son père. L'oncle prend alors le trône. Il reçoit cordialement un général blanc.
Le griot tente de s'exiler du village avant de réaliser son rôle au sein de la communauté. Il retourne au moment où la fille de l'ancien chef et son nouveau-née sont expulsés.
La fille hésite à abandonner son enfant, mais en décide autrement. Dans le dernier plan, elle parcourt une plage et un véhicule militaire s’arrête devant elle.

## Fiche technique
- Réalisation : Ousmane Sembène
- Photographie : Georges Caristan
- Assistant operateur : Ibrahim Barro
- Montage : Andre Gaudier
- Musique : Fatou Casset et Keba Faye
- Pays d'origine : Sénégal
- Langue originale : Français
- Format : Noir et blanc - 16mm - 1.37 : 1 - Mono mix
- Société de production : Films Domirev
- Genre : Drame
- Durée : 29 minutes
- Sortie : 1964

## Distribution
- Sow : le cordonnier
- Astou Ndiaye : le griote
- Mame Dia : la mère
- Modo Séne : le soldat

## Sembène et son œuvre
Sembène reprend, d’un point de vue narratif, le riche héritage des récits oraux africains, transmis par les griots et rejetant une simple imitation des techniques cinématographiques occidentales. Dans Niaye, la narration est donc confiée au griot, le conteur traditionnel. Le cinéma de Sembène utilise les esthétiques cinématographiques qui sont véritablement africaines. 
Très engagé sur la question de la représentation des communautés noires africaines, Sembène Ousmane aspire à renverser le regard européen porté sur l’Afrique en encourageant l’autoreprésentation.
Sembène raconte : « J’ai été témoin d’un drame qui s’est produit dans un village sénégalais, un cas d’inceste. Niaye retrace donc les réactions d’une collectivité africaine en face d’un cas d’inceste qui en bouleverse les structures. J’ai voulu, en réalisant Niaye, aller au-delà de cet acte abominable et poser le problème de la société africaine qui, qu’on le veuille ou non, est en train de se désagréger »

## Themes
Les thèmes du patriarcat, des relations de classe et de pouvoir en Afrique coloniale, et des inégalités dans les sociétés traditionnelles sont présents dans le court-métrage. Niaye décrit un village en pleine mutation sociale : les structures d'autorité traditionnelle s'effondrent, mais l'héritage de l'ingérence coloniale subsiste. L'hypocrisie des personnages de l'histoire tragique et la révérence du général blanc en sont des bons exemples. Le court-métrage s’intéresse également au rôle de la femme et son manque d’autorité politique dans le village.  

## Production
Le film a été tourné en format 16 mm par Films Domirew, la maison de production fondée par Sembène, avec la participation des habitants du village de Keur Haly Sarrata. 